# Nymphargus luteopunctatus
Nymphargus luteopunctatus là một loài ếch thuộc họ Centrolenidae, formerly placed in Cochranella. Chúng là loài đặc hữu của Colombia.
Các môi trường sống tự nhiên của chúng là rừng mây ẩm nhiệt đới và cận nhiệt đới và sông.
Its conservation status is unclear.
Nymphargus Luteopunctatus has 2-3 large vomerine teeth and is green with yellow spots bordered by black. When viewed from above it has a rounded snout.